# Спиридон Тримифунтский
Спиридо́н Тримифу́нтский, или Салами́нский (греч. Σπυρίδων Τριμυθούντος; около 270—348) — христианский святой, почитается в лике святителей как чудотворец. Память в Православной церкви совершается 12 (25) декабря шестеричным богослужением, в Католической церкви — 14 декабря.

## Жизнеописание
Спиридон родился на острове Кипр в деревне Ассия (Аския) около 270 года. С детских лет пас овец. Своей жизнью Спиридон стремился подражать ветхозаветным праведникам: Давиду — в кротости, Иакову — в сердечной доброте, Аврааму — в любви к странникам. Доброжелательность и душевная отзывчивость привлекли к нему многих: бездомные находили в его доме приют, странники — пищу и отдых. За добрые дела Бог наделил будущего святителя дарами прозорливости, исцеления неизлечимых больных, изгнания бесов и воскрешения мёртвых.
В молодости Спиридон женился на честной целомудренной девушке. У них родилась дочь Ирина, которую Спиридон сам крестил. Семейная жизнь продолжалась недолго, вскоре жена умерла, однако и после этой тяжёлой потери Спиридон не впал в уныние, а продолжил служение Богу своими добрыми делами.
Во времена правления императора Константина Великого и его сына Констанция II святой Спиридон был избран епископом кипрского города Тримифунта. Во время продолжительной засухи и голода на Кипре по молитве святителя Спиридона пошли дожди, и бедствие прекратилось. Доброта у святого сочеталась со справедливой строгостью по отношению к людям недостойным. По его молитве был наказан немилосердный хлеботорговец, а бедные поселяне избавлены от голода и нищеты.
Завистники оклеветали одного из друзей святителя, и тот был заключён в тюрьму и приговорён к смертной казни. Святой поспешил на помощь, но путь ему преградил многоводный поток. Вспомнив, как перешёл разлившийся Иордан Иисус Навин (Нав. 3:14—17), святитель с твёрдой верой во всемогущество Божие вознёс молитву, и поток расступился. Вместе со спутниками, невольными очевидцами чуда, святитель Спиридон перешёл посуху на другой берег. Предупреждённый о происшедшем, судья встретил святителя с почётом и отпустил невиновного.
По церковному преданию, святитель Спиридон совершил множество чудес. Однажды во время богослужения в лампаде догорал елей, и она стала угасать. Святитель огорчился, но Господь утешил его: лампада чудесно наполнилась елеем. Известен случай, когда святому Спиридону незримо сослужили ангелы, и после каждой ектении слышалось пение Ангелов: «Господи, помилуй». Святитель исцелил тяжелобольного императора Констанция II; оживил свою умершую дочь Ирину, чтобы она рассказала, где спрятала драгоценности, переданные ей на хранение одной знатной женщиной, после чего душа Ирины снова покинула тело; в Антиохии воскресил грудного ребёнка язычницы, а затем и саму мать, упавшую замертво от потрясения увиденным чудом.
Провидя тайные грехи людей, святой призывал их к покаянию и исправлению. Тех, кто не внимал голосу совести и словам святого, постигало наказание Божие.
В 325 году по приказу императора Константина Великого в городе Никее был созван Первый Вселенский собор, целью которого было определение основных истин христианской веры и осуждение ереси священника Ария. Согласно житию, благодаря чудесным доказательствам святителя Спиридона, многие ариане вернулись к исповеданию православия. 
Согласно житию, святитель Спиридон по своему смирению не гнушался пасти овец бессловесных и вёл простой образ жизни. Он чрезвычайно заботился о строгом соблюдении церковного чина и сохранении во всей неприкосновенности Священного Писания. Святитель строго обличал священников, которые в своих проповедях неточно употребляли слова Евангелия и других священных книг.
Бог открыл святителю приближение его смерти. Последние слова святого были о любви к Богу и ближним. Скончался святитель около 348 года во время молитвы. Погребли его в храме в честь Святых Апостолов в Тримифунте.

## Мощи
В конце VII века по причине арабского нашествия на Кипр мощи святителя были перенесены в Константинополь. После захвата Константинополя турками в 1453 году служащий священник храма Георгий Калохетерес взял честные мощи святителя Спиридона и перенёс их через Фракию и Македонию в Эпир. Там Георгий находился два года, а затем в 1456 году ради большей безопасности переправился на остров Корфу (греч. название острова — Керкира) в Ионическом море. Здесь, в одноимённом городе Керкира (главный город острова) и до настоящего времени сохраняются мощи святителя Спиридона в соборе Святого Спиридона, освящённом в 1589 году. Десница (правая рука) святителя некоторое время находилась в Риме. После длительных переговоров десница была передана из Рима на Корфу в 1984 году и в настоящее время хранится в серебряном ковчежце вместе с остальными мощами.

## Память
В Православной церкви день памяти святителя Спиридона — 12 декабря (по юлианскому календарю, 25 декабря по григорианскому), в Римско-католической церкви — 14 декабря.
В центре греческого города Керкиры на острове Керкира в 1590 году был построен Собор Святого Спиридона.
На Керкире в день кончины святителя Спиридона совершается торжественное празднование в его честь и память: раку с мощами святого на три дня (с навечерия 11 (24) декабря до вечерни 13 (26) декабря) выносят из придела на особое место у иконостаса, справа от местной иконы Спасителя для поклонения и молебных пений святому. Есть ещё четыре дня в году, когда по давней традиции красочно и эмоционально чтят память святого. Проводят крестные ходы с мощами святого (литании), которые установлены в память о помощи святителя Спиридона жителям острова. Литании совершаются на Вход Господень в Иерусалим (Неделя ваий), Великую субботу, 11 августа и в первое воскресенье ноября. Раз в год мощи «переобувают», а башмачки дарят. Башмачки были принесены в дар московскому Данилову и угличскому Богоявленскому монастырям. Пять раз в году на острове совершается торжественное празднование памяти святого Спиридона.
Особо почитался святитель Спиридон в древнем Новгороде и Москве. В 1633 году в Москве был воздвигнут храм во имя святителя.
В Москве имеются храмы в честь святителя Спиридона в Нагатинском Затоне, в Филях-Давыдкове, в Южном Бутове, при Свято-Спиридоньевской богадельне, а также часовня на Савёловском вокзале. В Санкт-Петербурге имеются храмы при Адмиралтействе и в Ломоносове, часовня на Васильевском острове.
В московской церкви Воскресения Словущего на Успенском Вражке находятся две чтимые иконы святителя Спиридона с частицей его святых мощей. В Покровском храме Данилова монастыря в Москве хранится башмачок с мощей святителя Спиридона, подаренный монастырю в 2007 году Нектарием, митрополитом Керкирским.
Статуи святителя Спиридона установлены в Донецке, у храма-часовни Святого Архистратига Михаила в Ялте.
В 2010 году патриарх Московский и Всея Руси Кирилл в послании благословил намерение трудового коллектива Холдинга МРСК обращаться к святителю Спиридону Тримифунтскому как к своему небесному покровителю с особой молитвой.
5 января 2025 года на греческом острове Керкира (Корфу) благодетели из России Алексей Владимирович и Елизавета Игоревна Кармаковы, обновили раку с мощами святителя Спиридона.